# What About Love (Austin Mahone)
What About Love è un singolo del cantante statunitense Austin Mahone, pubblicato nel 2013.
Il brano è stato scritto dallo stesso Mahone insieme a Jimmy Joker, Achraf Jannusi, Bilal Hajii, Mohombi, Rivington Starchild e Nadir Khayat, noto come RedOne, che ne è anche il produttore.
Il videoclip ufficiale è stato diretto da Colin Tilley. Il video conta più di 100 milioni di visualizzazioni.

## Classifiche
| Classifica (2014) | Posizione massima |
| ----------------- | ----------------- |
| Belgio (Fiandre)  | 57                |
| Canada            | 67                |
| Francia           | 117               |
| Paesi Bassi       | 44                |
| Stati Uniti       | 66                |